# Марянув (Турецький повіт)
Марянув (пол. Marianów) — село в Польщі, у гміні Кавенчин Турецького повіту Великопольського воєводства.
Населення — 174 особи (2011).
У 1975-1998 роках село належало до Конінського воєводства.

## Демографія
Демографічна структура станом на 31 березня 2011 року:
|          | Загалом | Допрацездатний вік | Працездатний вік | Постпрацездатний вік |
| -------- | ------- | ------------------ | ---------------- | -------------------- |
| Чоловіки | 90      | 20                 | 60               | 10                   |
| Жінки    | 84      | 14                 | 52               | 18                   |
| Разом    | 174     | 34                 | 112              | 28                   |